# Mount Gilead (Carolina del Nord)
Mount Gilead è un comune degli Stati Uniti d'America, situato in Carolina del Nord, nella contea di Montgomery.